# Dicksonia squarrosa
Espèce
Statut de conservation UICN

LC : Préoccupation mineure
Dicksonia squarrosa est une espèce de fougères de la famille des Dicksoniaceae, endémique de la Nouvelle-Zélande.
Communément appelée whekī par les Néo-Zélandais, cette fougère arborescente se reconnaît à la capacité de former plusieurs stipes minces de couleur sombre.

## Description
Dicksonia squarrosa a un taux de croissance rapide pouvant atteindre 6 m de hauteur, le stipe est surmonté d'une couronne de frondes très mince pouvant être dotée d'une envergure de 1,5 à 2 m au maximum.
Elle est beaucoup moins connue que sa cousine Dicksonia antartica, mais elle se démocratise par le fait de sa forme compacte, faisant de cette fougère une plante idéale pour un jardin où l’espace est limité.